# Ir de picos pardos
Ir de picos pardos es una expresión equivalente a ir de parranda o salir de fiesta.
Esta expresión se ha venido utilizando desde hace siglos:
En el Renacimiento el término empezó a utilizarse porque las mujeres llevaban una falda que era un lienzo de forma cuadrada, con una abertura en el centro. Esta abertura se ajustaba a la cintura y la falda resultante tenía cuatro picos. En el Quijote se habla de la condesa Trifaldi, y explica Cervantes que lleva una falda con tres picos en vez de cuatro.
El Diccionario de la lengua española de la Real Academia Española, en su 3.ª edición de 1791, decía que «"Andarse, o irse, de picos pardos" es frase con que se da a entender que alguno, pudiendo aplicarse a cosas útiles y provechosas, se entrega a las inútiles e insustanciales, por no trabajar y por andarse a la briba».
Montoto, en Un paquete de cartas, escribe: «Los picos o los mantos con picos pardos fueron, según leí no recuerdo en cuál autor, distintivo de las mujeres de vida airada, mozas de partido, etc. En tiempos pasados, las tales tenían que vestir como se les ordenaba. Según las Ordenanzas de la Casa Pública de Sevilla, no habían de usar vestidos talares, ni sombrillas, ni guantes, sino una mantilla para los hombros, corta y encarnada».
Carlos III impuso a las prostitutas la obligación de distinguirse mediante sayas de color pardo cortadas por los bajos en picos, aunque también se dice que "Ir de picos pardos" tiene que ver con las costumbres ligeras de los estudiantes del Siglo de Oro y sus acompañantes. Ellas, para identificar su condición de prostitutas, llevaban un cintillo pardo en el borde de la falda.
Ya en el siglo XX, la frase se comenzó a usar por ambos sexos, como irse de parranda con personas del otro sexo.
En la actualidad, se utiliza la expresión "Ir de Picos Pardos" para referirse a ir por ahí, salir de fiesta y pasarlo bien. Una manera de adaptar esta expresión antigua a la lengua actual de manera moderna.